# Ашысай
Ашысай (каз. Ащысай) — село в Казталовском районе Западно-Казахстанской области Казахстана. Входит в состав Карасуского сельского округа. Код КАТО — 274855200.

## Население
В 1999 году население села составляло 330 человек (182 мужчины и 148 женщин). По данным переписи 2009 года, в селе проживало 189 человек (104 мужчины и 85 женщин).